# Давид Вокроухліцький
Давид Вокроухліцький (нар. 7 травня 1966) — чеський астроном, професор астрономії Карлового університету в Празі, дослідник астероїдів.

## Біографія
З 1980 по 1984 рік Давид Вокроухліцький навчався в гімназії Допплера у Празі з розширеними курсами математики та фізики, а після закінчення навчання почав вивчати фізику та астрономію на факультеті математики та фізики Карлового університету. Після закінчення навчання в 1989 році він був аспірантом в Астрономічному інституті Карлового університету, де захистив докторську дисертацію в 1992 році, а в 2000 році зробив габілітацію. Працює в Астрономічному інституті Карлового університету як дослідник і професор університету.

## Наукові результати
Дослідження Вокроухліцького стосуються астрофізики чорних дір, релятивістської небесної механіки та небесної механіки. Найважливіші його результати стосуються впливу негравітаційних ефектів на рух астероїдів, таких як ефект Ярковського та ефектів YORP. 

## Відзнаки
- Премія Фарінелли (2014) за вагомий внесок у розуміння динаміки та фізики Сонячної системи, включаючи вплив тиску сонячної радіації на орбіти астероїдів і штучних супутників[7].

- На честь науковця названо астероїд внутрішнього головного поясу 7631 Вокроугліцкі[8].